# Clan Strisciuglio

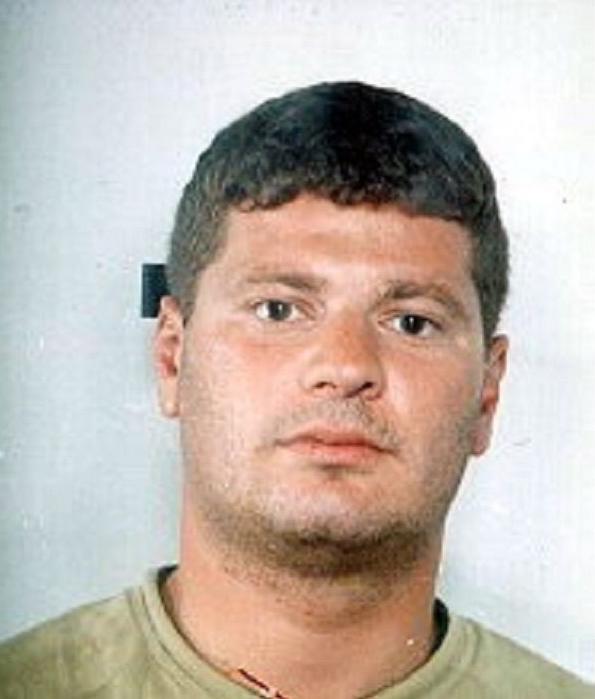
Il capo e fondatore del clan, Domenico Strisciuglio, soprannominato «Mimmo la luna».

Il clan Strisciuglio è un'organizzazione criminale, originaria della città di Bari, avendo la sua roccaforte prevalentemente nella zona nord della città. Il clan è considerato la più potente e sanguinaria organizzazione criminale operante nel territorio barese.

## Storia
L'organizzazione criminale nasce alla fine degli anni '90 come costola di un altro clan operante a Bari, il clan Capriati. Fin dall'inizio il clan Strisciuglio fu comandato da Domenico Strisciuglio, soprannominato «Mimmo la luna» e detenuto dal 1999 al 41 bis. Nell'agosto 2003, Franco Strisciuglio, fratello di Mimmo, è stato ucciso in un agguato praticamente sotto casa, all'età di 33 anni. A quel tempo, Franco era considerato il numero due del gruppo criminoso, dopo Mimmo, e di conseguenza il più grosso esponente in libertà del clan. Nel 2021, Vincenzo Strisciuglio, detto Chachino, un altro fratello di Domenico, è stato condannato a 7 anni e 4 mesi di reclusione.
Secondo gli inquirenti, a causa del regime molto ristretto in cui si trova Mimmo la luna, le redini del clan sarebbero passate al fratello Sigismondo, detto Gino, che pur avendo trascorso anni dietro le sbarre, era sottoposto ad un regime meno ristretto rispetto a quello di Mimmo, che gli avrebbe consentito di continuare a gestire gli affari del clan. Gino, infatti, dopo 22 anni di carcere è stato scarcerato nel 2022, tuttavia è stato nuovamente arrestato nell'aprile 2023 e scarcerato nel gennaio 2024.
Nel luglio 2024, la Corte d'appello di Bari ha confermato le condanne per 22 imputati, ridotto le pene per altri 55 presunti affiliati, mentre 7 imputati sono stati assolti o prescritti al termine del processo di secondo grado a capi e affiliati del clan, tra questi ci sono cinque personaggi considerati di alto rilievo all'interno dell'organizzazione: Vito Valentino, Lorenzo Caldarola, Saverio Faccilongo, Giacomo Campanale e Alessandro Ruta. Gli imputati sono accusati di associazione mafiosa, traffico e detenzione di droga e armi, estorsioni a commercianti, lesioni ed una rissa nel carcere di Bari risalente al gennaio 2016.
Secondo le indagini il clan ha stretti rapporti con la politica barese, in particolare con l'ex consigliere regionale Giacomo Olivieri, che per questo motivo è stato arrestato nel febbraio 2024, con l’accusa di voto di scambio politico-mafioso. Secondo le indagini, Olivieri aveva stretto un accordo con Giacomo Strisciuglio, figlio di «Franco La Luna», affinché il clan potesse garantire 300 voti per l'elezione di Maria Carmen Lorusso, moglie di Olivieri, candidata nelle file del centrodestra alle elezioni comunali del 2019.
Il 31 agosto 2024, Domenico Strisciuglio, detto Mimmetto, figlio incensurato del boss Sigismondo, detto Gino “La Luna”, è stato arrestato dopo che l'auto su cui viaggiava come passeggero non si è fermato a un posto di blocco della polizia, dando vita ad un rocambolesco inseguimento nel rione Carbonara a Bari. Mimmetto e l'autista dell'auto (probabilmente il suo guardaspalle) avrebbero cercato di disfarsi di una pistola Beretta calibro 7.65, che è stata sottoposta a sequestro per i successivi accertamenti balistici, adesso entrambi  devono rispondere nel reato di resistenza a pubblico ufficiale e detenzione illegale di un'arma comune da sparo.
Nel gennaio 2025 la Polizia di Stato ha portato all’esecuzione di 28 ordini di carcerazione contro membri del clan Strisciuglio, già condannati con sentenze definitive. Tra i più importanti figurano Alessandro Ruta, ritenuto il capoclan del San Paolo e già detenuto in regime di carcere duro, Leonardo Campanale, storico boss di San Girolamo, e i fratelli Caldarola, Ivan e Francesco, figli di Lorenzo, boss del rione Libertà.

## Struttura
Grazie a una lunga inchiesta coordinata dalla procura antimafia, si è potuto delineare la continua ascesa del clan Strisciuglio, definito come l'associazione a delinquere con l'organizzazione più avanzata nel barese. Una crescita che non si è fermata nonostante i numerosi arresti dei suoi membri negli ultimi anni, affermando la sua egemonia con sangue e spregiudicatezza. I tentacoli del clan hanno così avvolto il quartiere San Paolo, dove hanno stretto violentemente il clan Misceo, a cui è seguita una violenta espansione, quasi una "pulizia etnica", fino a inglobare nei propri territori anche il quartiere Enziteto, divenendo predominante nei quartieri Libertà e San Girolamo, tra spietati killer e scontri a fuoco, arrivando a minacciare quartieri "intoccabili" come Japigia, feudo dello storico clan Parisi-Palermiti. Estendendo i suoi tentacoli anche in altre città della provincia di Bari, tra Palo del Colle, Conversano e Rutigliano, segnando l'apice del clan.
Per gli inquirenti, gli Strisciuglio rappresentano un 'brand' attraente per i più giovani, anche minorenni, ammaliati dal potere criminale dei boss storici, ai quali avrebbero dimostrato devozione e sottomissione. Una sorta di "mafia popolare", le cui gerarchie non sono fisse rispetto ad altre associazioni criminali, e sono scalabili se i suoi membri e affiliati commettono atti brutali. Eppure, secondo le indagini, il sistema Strisciuglio poggerebbe su due gambe: la strada e il carcere. La prima sarebbe la 'palestra' con cui i suoi affiliati riescono ad accumulare esperienza attraverso atti criminali e violenti. In carcere, invece, ci sarebbe la vera e propria cabina di regia del clan, con cui orchestrare le operazioni, attraverso l'uso di numerosi cellulari, e mantenere il controllo del territorio per una "forte permeabilità" tra l'esterno e l'interno.

## Le attività del clan
Secondo gli inquirenti, l'azione principale che caratterizza il clan è la sua forte vocazione espansionistica, in particolare nella realizzazione di nuove "piazze", ove operare con i propri traffici illeciti e quindi aumentare i relativi introiti. Inoltre, le attività del clan sono caratterizzate anche da un asfissiante controllo del territorio che si manifesta attraverso le estorsioni esercitate in danno di numerosi piccoli imprenditori ed artigiani. Ancora secondo gli inquirenti, gli Strisciuglio si concentrano anche sulle attività del mercato del gioco attraverso l’installazione di slot machine e videolottery.

### Sottogruppi
A causa del suo forte potere espansionistico, nel corso degli anni il clan costituì dei “sottogruppi” che ne divennero i suoi referenti in diversi quartieri della città di Bari, ognuno facente capo a un proprio responsabile, sulla base di una suddivisione territoriale.
- Gruppo Caldarola - quartiere Libertà
- Gruppo Campanale -  quartiere San Girolamo
- Gruppo Faccilongo - quartiere San Pio
- Gruppo Ruta-Telegrafo - quartiere San Paolo
- Gruppo Milloni - Borgo Antico
- Gruppo Valentino - quartiere Carbonara